# Euphorbia greuteri
Euphorbia greuteri es una especie fanerógama perteneciente a la familia de las euforbiáceas.  Es originaria de Colombia y Bolivia, donde se ubican en la Cordillera de los Andes.

## Taxonomía
Euphorbia greuteri fue descrita por N.Kilian, Kürschner & P.Hein y publicado en Willdenowia 36: 442. 2006.
Etimología
Euphorbia: nombre genérico que deriva del médico griego del rey Juba II de Mauritania (52 a 50 a. C. - 23), Euphorbus, en su honor – o en alusión a su gran vientre –  ya que usaba médicamente Euphorbia resinifera. En 1753 Carlos Linneo asignó el nombre a todo el género.
greuteri: epíteto otorgado  en honor del botánico suizo Werner Rodolfo Greuter.